# Beniamino De Ritis
Beniamino De Ritis (Ortona, 1º maggio 1888 – Roma, 12 agosto 1956) è stato un giornalista e scrittore italiano.

## Biografia
Nacque da Tomaso e Angelina Brocchini. Studiò ad Ancona e a Roma. Si iscrisse alla Facoltà di Lettere ma durante gli studi iniziò a lavorare presso l'Ispettorato ai Monumenti di Torino. 
Nel 1914 fu redattore de L'idea nazionale di Roma, organo del movimento nazionalista italiano. Nel 1917 si laureò in Lettere moderne a Firenze. Fu redattore capo de La Nazione di Firenze e de Il Resto del Carlino di Bologna. Nel 1918 tornò a Roma e divenne corrispondente per Il Piccolo di Trieste, Mezzogiorno di Napoli, Il Messaggero di Roma, Il Mattino di Napoli.
In quel periodo pubblicò libri di carattere storico-geografico (Piccola storia del popolo rumeno, Milano 1915; Piccola storia del popolo russo, Milano 1920) e un romanzo, Il tramonto dei galantuomini (Firenze 1920). 
Nel 1922 emigrò negli Stati Uniti e collaborò con Luigi Barzini per il Corriere d'America da lui fondato a New York. In quel periodo pubblicò un volume intitolato Ortona, un omaggio alla storia della sua città natale. Dagli Stati Uniti fu corrispondente de Il Giornale d'Italia di Roma, della Gazzetta del Popolo di Torino, del Corriere della Sera di Milano. 
Tra il 1929 e il 1935 pubblicò saggi in lingua inglese: The Roman accord (1929), The Roman Campagna and the Mussolini plan (1932), Aims and polices of the fascist regime (1935). Nel 1934 scrisse Mente puritana in corpo pagano (Vallecchi, Firenze) e nel 1937 La terza America, nei quali espose la sua conoscenza dell'America.
Oltre ad essere corrispondente della stampa italiana, collaborò a quella statunitense, per la New Papers Enterprises Association e per il giornale The Evening Post. Fu anche a capo dell'Italian Literary Service e dell'Information Service dell'Italy-America Association che aveva sede presso la Casa italiana della Columbia University.
Tra il 1933 e il 1943 collaborò alla rivista letteraria Nuova Antologia. Nel 1934 venne nominato direttore dell'Istituto di Cultura italiana a Malta. Dal 1942 in poi Beniamino cominciò a viaggiare, recandosi diverse volte in Portogallo, Marocco, Spagna e Stati Uniti dove mantenne l'incarico di presidente della locale Società Dante Alighieri. 
Nel 1954 fu pubblicata la sua ultima opera Popolo Hidalgo, un saggio sulla Spagna e sul suo popolo. Tornò in Italia nella primavera del 1956 per motivi di salute e nello stesso anno morì.

## Opere principali
- Nell'orto degli ulivi, Ortona, Officine Grafiche, 1908
- Piccola storia del popolo rumeno, Milano, Vallecchi, 1916
- Piccola storia del popolo russo, Milano, Vallecchi, 1917
- La pace di Tolentino, Firenze, Vallecchi, 1917
- Il tramonto dei galantuomini, Firenze, Vallecchi, 1920
- Ortona, Roma, Equino, 1925
- The Roman Accord, New York, 1929
- The Roman Campagna and the Mussolini plan, New York, 1932
- Mente puritana in corpo pagano, Firenze, Vallecchi, 1934
- Aims and policies of the fascist regime, New York, 1935
- La terza America, Firenze, Sansoni, 1937
- Storia degli Stati Uniti dalla guerra civile al New Deal, New York, 1939
- Popolo Hidalgo, Lugano, La Lampada; 1954